# Antoine F. Goetschel
Antoine François Goetschel (* 24. August 1958 in Zürich) ist ein Schweizer Rechtsanwalt und Berater für internationales Tierrecht und -ethik, Gründer und Präsident des Global Animal Law GAL Vereins in Zürich (Schweiz). Seine Arbeit und Forschung bezieht sich neben seiner Kanzlei hauptsächlich auf Tierschutzrecht und Tierethik auf lokaler, nationaler und internationaler Ebene.

## Wirken
Seit 1984 ist Goetschel auf Fragen der Mensch-Tier-Beziehung im Recht spezialisiert. Er hat zahlreiche Bücher und Aufsätze zum Tierschutzrecht (Schweizer und internationales Tierschutzrecht) (mit-)verfasst, so etwa den Kommentar zum deutschen Tierschutzgesetz (Kluge, Hrsg.; 2003) sowie zum eidgenössischen Tierschutzgesetz (1986), das „Das Tier im Recht – 99 Facetten der Mensch-Tier-Beziehung“ (2003), die Tier-CD-ROM (2004), den Praxisratgeber „Tier im Recht transparent“ (2008), „Tiere klagen an“ (2012) und zahlreiche Gutachten über Fragen von Ethik und Recht in der Mensch-Tier-Beziehung zum Schweizer, deutschen, europäischen und internationalen Tierschutzrecht und darüber referiert. Er ist Lehrbeauftragter für Tierschutzrecht an der rechtswissenschaftlichen Fakultät der Universität Zürich und Träger des wichtigsten Tierschutz-Preises der Schweiz (Fleitmann-Stiftung, 2005).
Mit Erfolg hat er sich mit der Stiftung für das Tier im Recht u. a. für die Lösung der Tiere vom Sachstatus im Schweizer Recht (1989–2003), die Ergänzung der Schweizer Bundesverfassung um die Würde der Kreatur (1992), das Verbot sexueller Handlungen mit Tieren (2008) oder die Einführung des Amtes des Rechtsanwalts für Tierschutz in Strafsachen (Tieranwalt) im Kanton Zürich (1992) eingesetzt. Das Amt des Tieranwalts wurde von Antoine F. Goetschel von 2007 bis 2010 ausgeführt. Ende 2010 wurde das Amt des Zürcher Tieranwalts aufgelöst.
2016 begründete Goetschel den Global Animal Law  GAL Verein. Mit seinen derzeit rund 80 Professoren und Anwälten mit Spezialgebiet „Tier im Recht“ strebt der Verein an, eine weltweit wegweisende Instanz für die Gesundheit und den Schutz der Tiere durch das Recht zu werden. Das Ideal von GAL ist eine Welt, in welcher der Mensch darauf achtet, Tiere in seiner Obhut gesund zu halten und gut zu behandeln, womit auch eine allfällige Nutzung gesunder Tiere würdevoll erfolgt. Dabei versteht der Global Animal Law GAL Verein die Gesundheit der Tiere als Zustand des vollständigen körperlichen, seelischen und sozialen Wohlergehens. Der Verein folgt dem Gedanken von "One Health": es bedarf eines Zusammenlebens von gesunden Menschen und Tieren, um eine Gesundung des Systems Erde zu bewirken. Zudem verfügt GAL über die wohl führende und stets aktualisierte Datenbank über alle Tierschutzgesetze, von national bis global. Die ebenfalls auf globalanimallaw.org veröffentlichte Matrix verhilft mit ihrem Raster u. a. Studierenden, Tierschutz-Organisationen und Tierschutzrechts-Beratern dazu, die nächsten Schritte für die Besserstellung des Tiers in den Bereichen Rechtsetzung, Rechtsvollzug und Ausbildung greifbar zu machen. GAL schlägt vielschichtige rechtliche Lösungen für die bestehenden Probleme vor unter Einbezug einer rechtsetzenden, sozialen und wirtschaftlichen Mehrheit für die Gesundheit und den Schutz der Tiere.
Ebenfalls fordert der Global Animal Law GAL Verein die UNO dazu auf, eine Konvention zum Tierschutz zu verabschieden. Dem Tier soll auf der ganzen Welt unnötiges Leid erspart und sein Wohl gefördert werden. Der Global Animal Law GAL Verein hat zusammen mit Sabine Brels einen Entwurf erarbeitet. Von dieser Konvention sollen alle Tiere profitieren (Nutz-, Heim-, Versuchs-, Sport- und Wildtiere). Die Konvention umfasst ebenfalls Bestimmungen zum Schutz aller Arten, einschliesslich der Wirbellosen.
Goetschel arbeitet heute als Rechtsanwalt, Willensvollstrecker und internationaler Berater für das Tier im Recht und Ethik in Zürich.

## Publikationen (Auswahl)
- Kommentar zum Eidgenössischen Tierschutzgesetz. Haupt, Bern 1986, ISBN 3-258-03584-9.
- Tierschutz und Grundrechte, dargestellt am Verhältnis zwischen der eidgenössischen Tierschutzgesetzgebung und den Grundrechten der persönlichen Freiheit, der Wissenschaftsfreiheit und der Religionsfreiheit. Haupt, Bern 1989, ISBN 3-258-04118-0 (= Dissertation, Universität Zürich, 1989).
- Erlass-Sammlung zum Schweizer Tierschutzrecht. 2 Bände. Haupt, Bern 1987/91, ISBN 3-258-03826-0, ISBN 3-258-04354-X.
- mit Dieter Hitz und Christine Naef: Unser Hund: Praktische Tipps zu Haltung, Gesundheit und Rechtsfragen : ein Ratgeber aus der Beobachter-Praxis. Jean Frey, Zürich 2001, ISBN 3-85569-229-7.
- mit Gieri Bolliger: Das Tier im Recht: 99 Facetten der Mensch-Tier-Beziehung von A bis Z. Orell Füssli, Zürich 2003, ISBN 3-280-07040-6.
- mit Gieri Bolliger, Michelle Richner und Alexandra Spring: Tier im Recht transparent. Schulthess, Zürich 2008, ISBN 978-3-7255-5620-5.
- mit Gieri Bolliger: Die Wahrnehmung tierlicher Interessen im Straf- und Verwaltungsverfahren (unter besonderer Berücksichtigung der Situation des Tierschutzrechtsvollzugs im Kanton Zürich) (= Schriften zum Tier im Recht. Bd. 3). Schulthess, Zürich 2011, ISBN 978-3-7255-6442-2.
- mit Doris Mendlewitsch: Tiere klagen an. S. Fischer Verlag, Frankfurt am Main 2012, ISBN 978-3-651-00002-5.
- Animal Spa – die Geschichten des Tieranwalts. Portmann Verlag, Küsnacht 2018, ISBN 978-3-906014-44-9.